# 希巴巴瓦區
20°17′31″S 33°31′52″E / 20.292°S 33.531°E

希巴巴瓦區（葡萄牙語：Chibabava），是莫桑比克的行政區，位於該國中東部，由索法拉省負責管轄，首府設於希巴巴瓦，面積6,977平方公里，2007年人口101,667，人口密度每平方公里15人。